# Marco Haller
Marco Haller (født 1. april 1991 i Sankt Veit an der Glan) er en cykelrytter fra Østrig, der er på kontrakt hos Tudor Pro Cycling Team.